# Dzoedzoeanagrot
De Dzoedzoeanagrot (Georgisch: ძუძუანას მღვიმე, Engels: Dzudzuana cave) is een karstgrot en archeologische vindplaats in Georgië, in de gemeente Tsjiatoera van de regio Imereti. Ze ligt op het grondgebied van het dorp Mgvimevi, drie kilometer ten noordoosten van de mijnbouwstad Tsjiatoera, op een hoogte van ongeveer 500 meter boven zeeniveau in de kloof van Nikrisi, een lokale zijstroom van de Kvirila. De diepte van de grot is 160 meter, de breedte van de ingang is 22 meter en de hoogte is 10-15 meter. De totale lengte is 175 meter. 
De vindplaats toont een bewoning van de grot met meerdere lagen van het laatpaleolithicum tot de vroege bronstijd. De grot werd bekend na de ontdekking van een vroegpaleolithische vlasdraad van 34.000 jaar oud.
In 1966-1975 deed archeoloog Davit Toesjabramisjvili onderzoek in de grot. Er werd een nullijn in de grot getrokken en vakken van een bij een meter gepland. Er werden twee proefsleuven gegraven, Nr. 1 in de grot en nr. 2 bij de ingang van de grot, waarmee de stratigrafie kon worden bepaald. 
Er werden acht lagen opgegraven met een totale dikte van 3,5 meter. De onderste laag bleek steriel te zijn, de volgende vier lagen bevatten artefacten uit het laatpaleolithicum. Het materiaal van de lagen V-VII was vervaardigd met behulp van archaïsche technieken en leek sterk op andere vindplaatsen uit het laatpaleolithicum in West-Georgië. Er werden ook resten van fauna uit het Laat Pleistoceen gevonden, waaronder bruine beer, holenbeer, wisent, wild paard, West-Kaukasische toer en meer. De bovenste drie lagen bevatten materiaal uit de kopertijd en de vroege bronstijd.
In 1983 begon een nieuwe fase in het onderzoek onder leiding van Tengiz Mesjveliani, die probeerde eerder beschikbare gegevens te verifiëren en een nieuw perspectief te bieden op de laatpaleolithische cultuur van Dzoedzoeana en Georgië in het algemeen.
In 1987-1989 werden in de grot geologische en palynologische studies uitgevoerd.

## Menselijke resten
In 2018 werden resultaten van DNA-onderzoek uit aan twee 26.000 jaar oude individuen van de Dzoedzoeanagrot bekend gemaakt.  Ze  waren nauw verwant aan de latere postglaciale West-Europese jagers-verzamelaars, maar hadden ook voorouders van de Basale Euraziërs, een afstammingslijn die zich al vroeg had afgescheiden van de grote meerderheid van de niet-Afrikaanse populaties. Opvallend was dat deze personen van het begin van het laatste glaciale maximum minder verwant waren aan de Kaukasische jagers-verzamelaars van ongeveer 13.000 tot 10.000 jaar geleden dan aan de latere vroege Anatolische landbouwers (8.000 BP) .